# Makuyuni (Monduli)
Makuyuni è una circoscrizione rurale (rural ward) della Tanzania situata nel distretto di Monduli, regione di Arusha. Conta una popolazione di 11 228 abitanti (censimento 2012).